# Cmentarz katolicki Trójcy Świętej w Bydgoszczy

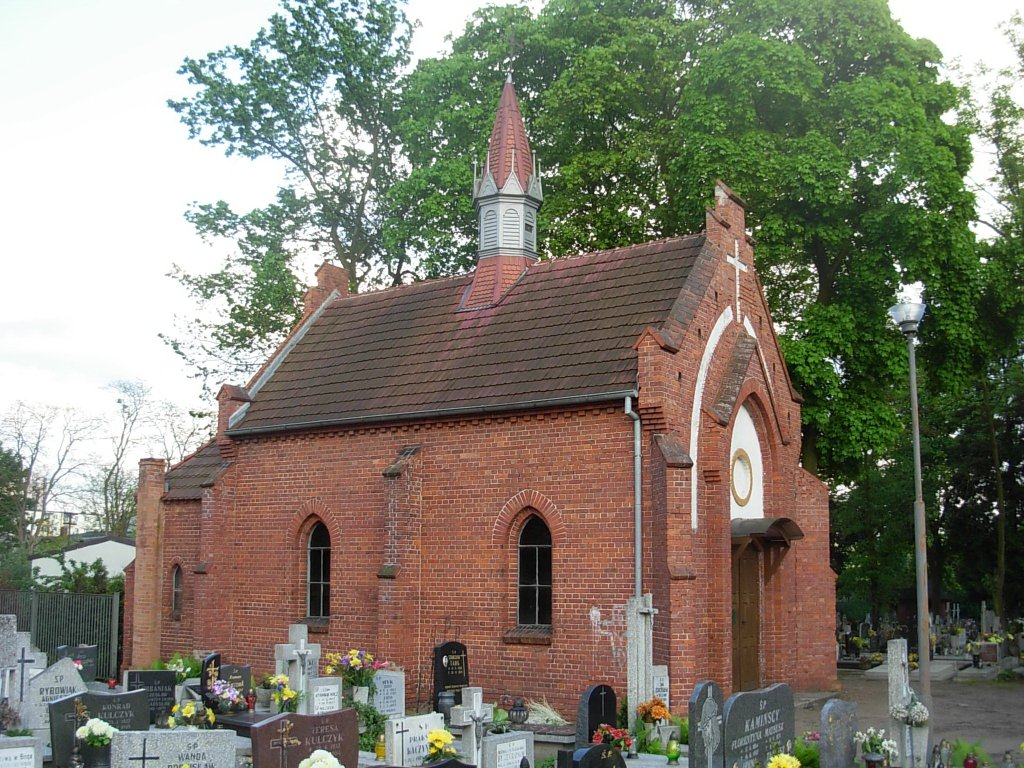
Zabytkowa kaplica w części komunalnej cmentarza

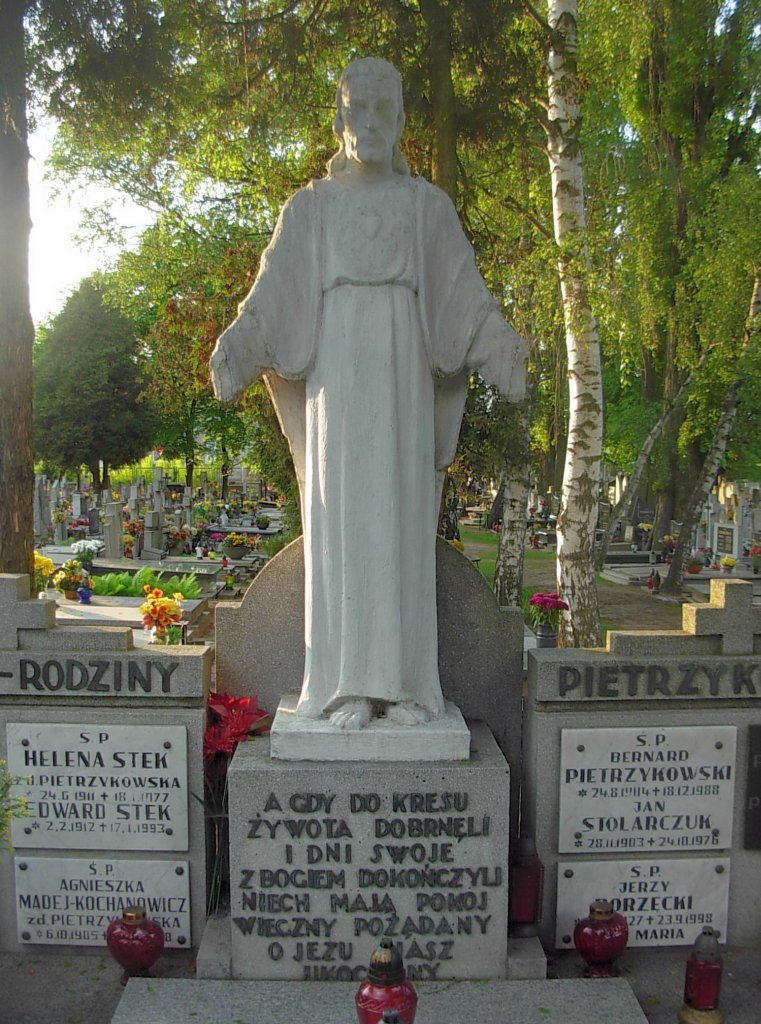
Nagrobek

Cmentarz Świętej Trójcy w Bydgoszczy – cmentarz katolicki (4 ha) w Bydgoszczy z częścią komunalną (1,2 ha).

## Położenie
Cmentarz znajduje się na styku jednostek urbanistycznych: Błonie, Wilczak i Jary, w południowo-zachodniej części Bydgoszczy, między ulicami: Stawową, Władysława IV, Ostroroga i Lotników. W pobliżu nekropolii znajduje się kościół parafialny pw. Chrystusa Króla.

## Historia
Cmentarz w swojej części komunalnej powstał na terenie dawnej nekropolii ewangelickiej. W latach 1920–1939 chowano tu ludzi różnych wyznań. Natomiast część katolicka cmentarza wiąże się z erygowaniem w 1924 r. parafii Trójcy Świętej na Błoniu w Bydgoszczy. W latach 20. XX w. proboszcz nowej parafii ks. Mieczysław Skonieczny podejmował usilne starania o pozyskanie terenu na cmentarz parafialny. W 1932 r. władze wojskowe przekazały parafii część poligonu do ćwiczeń 16 Pułku Ułanów Wlkp. Teren posiadał obszar 4 ha i mieścił się u wylotu miasta przy ul. Szubińskiej, na polu ułańskim, zwanym Błoniem.
Postanowiono, iż nowa nekropolia będzie również cmentarzem garnizonowym. Cmentarz został otwarty we wrześniu 1933 r. Jego projekt wykonał dyrektor Ogrodów Miejskich Marian Günzel, a kaplicę cmentarną zbudował J. Jarocki z Bydgoszczy. Dyrekcja Ogrodów Miejskich ufundowała również monumentalny krzyż (wys. 8,6 m) na środku nekropolii. W 1962 roku wschodnią część nekropolii o powierzchni 1,2 ha ustanowiono cmentarzem komunalnym.

## Charakterystyka
Cmentarz posiada wymiary: 300 x 150 m i powierzchnię 4 ha. Na jego terenie pochowanych jest ok. 1,5 tys. osób. Pochówki są możliwe jedynie na miejscu wcześniejszych grobów. Z cmentarzem parafialnym sąsiaduje cmentarz komunalny o powierzchni 1,2 ha, znajdujący się po drugiej stronie ul. Lotników. Pochowanych jest na nim 4,5 tys. osób, a obecnie wolnych miejsc brak.

## Zasłużeni
Niektóre osoby zasłużone dla Bydgoszczy i regionu pochowane na cmentarzu:
| Osoba                | Rok urodzenia | Rok śmierci | Uwagi |
| Jerzy Danielewicz    | 1921          | 1997        | Profesor dr hab. nauk humanistycznych, historyk, pierwszy rektor Wyższej Szkoły Nauczycielskiej w Bydgoszczy (1969-1971, w 2005 r. uczelnia przekształciła się w Uniwersytet Kazimierza Wielkiego). Pracował m.in. na Uniwersytecie Łódzkim (1948-1954), Uniwersytecie Marii Curie-Skłodowskiej w Lublinie (1954-1961), UMK w Toruniu (1971-1988). |
| Krzysztof Drzewiecki | 1972          | 2006        | Artysta muzyk. Współorganizator i dyrektor artystyczny Festiwalów Młodych Organistów i Wokalistów. Koncertował na wielu festiwalach organowych. Jako solista śpiewał w Operze Bydgoskiej i Bałtyckiej. Zginął w wypadku samochodowym |
| Józef Gruss          | 1897          | 1969        | Zawodowy żołnierz. Od 1935 r. w Policji Państwowej. Wiosną 1940 r. tworzył Inspektorat Związku Walki Zbrojnej w Brodnicy. W latach 1941–1942 wraz z J. Chylińskim dowodził siatką AK na Pomorzu. Aresztowany w Bydgoszczy przez gestapo. W styczniu 1945 r., w czasie ewakuacji uciekł z transportu. Wrócił do Bydgoszczy, gdzie współtworzył Delegaturę Sił Zbrojnych. Aresztowany przez UB, został skazany na 10 lat więzienia. Po odbyciu kary mieszkał w Bydgoszczy. |
| Roman Kaczmarczyk    | 1895          | 1993        | Po zdobyciu zawodu rysownika - litografa pracował jako rysownik w Kopalni Węgla w Sosnowcu. Tam też wstąpił do tajnego T.G. „Sokół”. Rozbrajał Niemców i Austriaków (1918) w Zagłębiu Dąbrowskim. Uczestnik wojny polsko-bolszewickiej 1919-1920. Od 1922 r. w Bydgoszczy. Jako litograf pracował w Instytucie Wydawniczym „Biblioteka Polska”. Działacz T.G. „Sokół”, w którym zajmował się szkoleniem sportowców. Nauczyciel wychowania fizycznego (1950-1975) w szkole zawodowej. Aktywny członek PTTK i TMMB. Odznaczony Krzyżami Kawalerskim i Oficerskim, Medalem Niepodległości i licznymi medalami sportowymi. Patron ulicy na osiedlu Czarnówko w Fordonie. |
| Alfred Kowalkowski   | 1914          | 1983        | Literat, działacz kultury. Kierownik literacki teatrów w Bydgoszczy i w Toruniu. Pracownik Wojewódzkiego Domu Kultury. Współzałożyciel pism „Arkona” i „Pomorze”. Autor utworów poetyckich i antologii poezji pomorskiej. Tłumacz z niemieckiego, francuskiego i łaciny. Laureat licznych nagród artystycznych |
| Józef Makowski       | 1914          | 1997        | Artysta plastyk, rzeźbiarz, malarz, rysownik. Autor kilku pomników kompozytorów w parku im. J. Kochanowskiego i przy Filharmonii Pomorskiej oraz pomnika w Dolinie Śmierci w Fordonie. |
| Franciszek Masłowski | 1878          | 1958        | Jeden z najwybitniejszych organistów bydgoskich w I poł. XX wieku. Długoletni organista w kościele pw. Świętej Trójcy (1912-1956) oraz dyrygent Towarzystwa Śpiewu „Moniuszko” (1913-1956). |
| Jerzy Rupniewski     | 1888          | 1950        | Artysta malarz. Od 1925 r. w Bydgoszczy. Współtwórca i prezes Związku Plastyków Pomorskich. Malował architekturę i pejzaże, kwiaty, martwą naturę, wnętrza. Portrecista. Stworzył koncepcję plastyczną biblioteki bernardyńskiej w Bibliotece Miejskiej (1936). Liczne jego prace znajdują się w Muzeum Okręgowym. Patron ulicy na osiedlu Przylesie w Fordonie. |
| Klara Sarnowska      | 1908          | 1997        | Nauczycielka i bibliotekarka. Pracownica Biblioteki Miejskiej w Bydgoszczy. Podczas II wojny światowej ocaliła wiele polskich książek. W latach 1953–1968 zastępca dyrektora biblioteki. Organizatorka czytelni regionalnej, działaczka licznych stowarzyszeń. |
| Piotr Triebler       | 1898          | 1952        | Członek Towarzystwa Przyjaciół Sztuk Pięknych. Autor wielu pomników (np. Klemensa Janickiego, Józefa Piłsudskiego), tablic pamiątkowych i grobowców np. Leona Wyczółkowskiego we Wtelnie. |

W części komunalnej pochowany jest śląski malarz naiwny Teofil Ociepka, twórca Grupy Janowskiej (sektor X, rząd A, grób 18).